# Весільна сукня

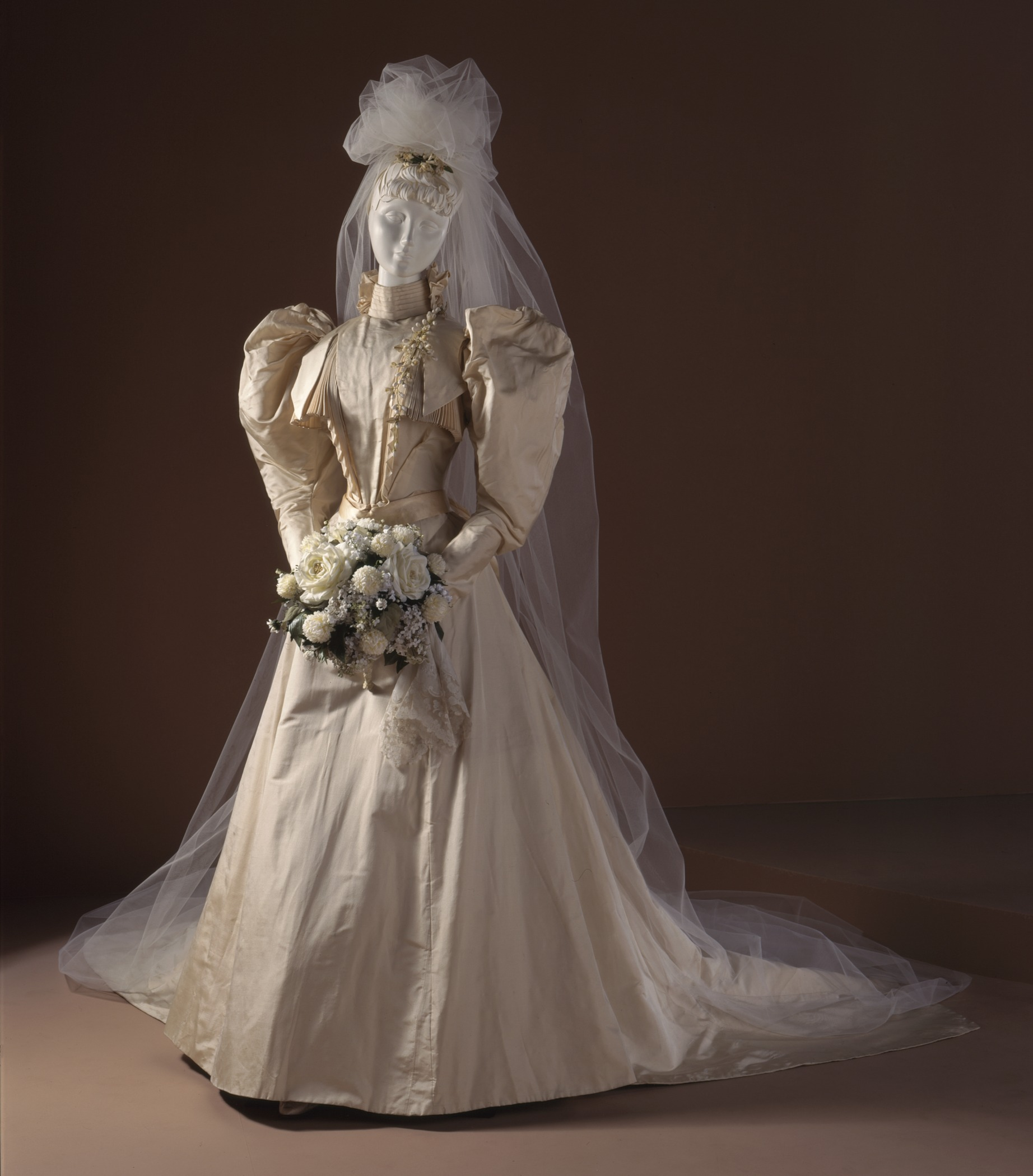
Весільна сукня (1891)

Весільна сукня — вбрання, яке одягає наречена під час весільної церемонії. Колір, фасон, оздоблення та роль у церемонії весільної сукні сильно варіюється в залежності від релігії та країни, до якої належить наречена.

## Європа

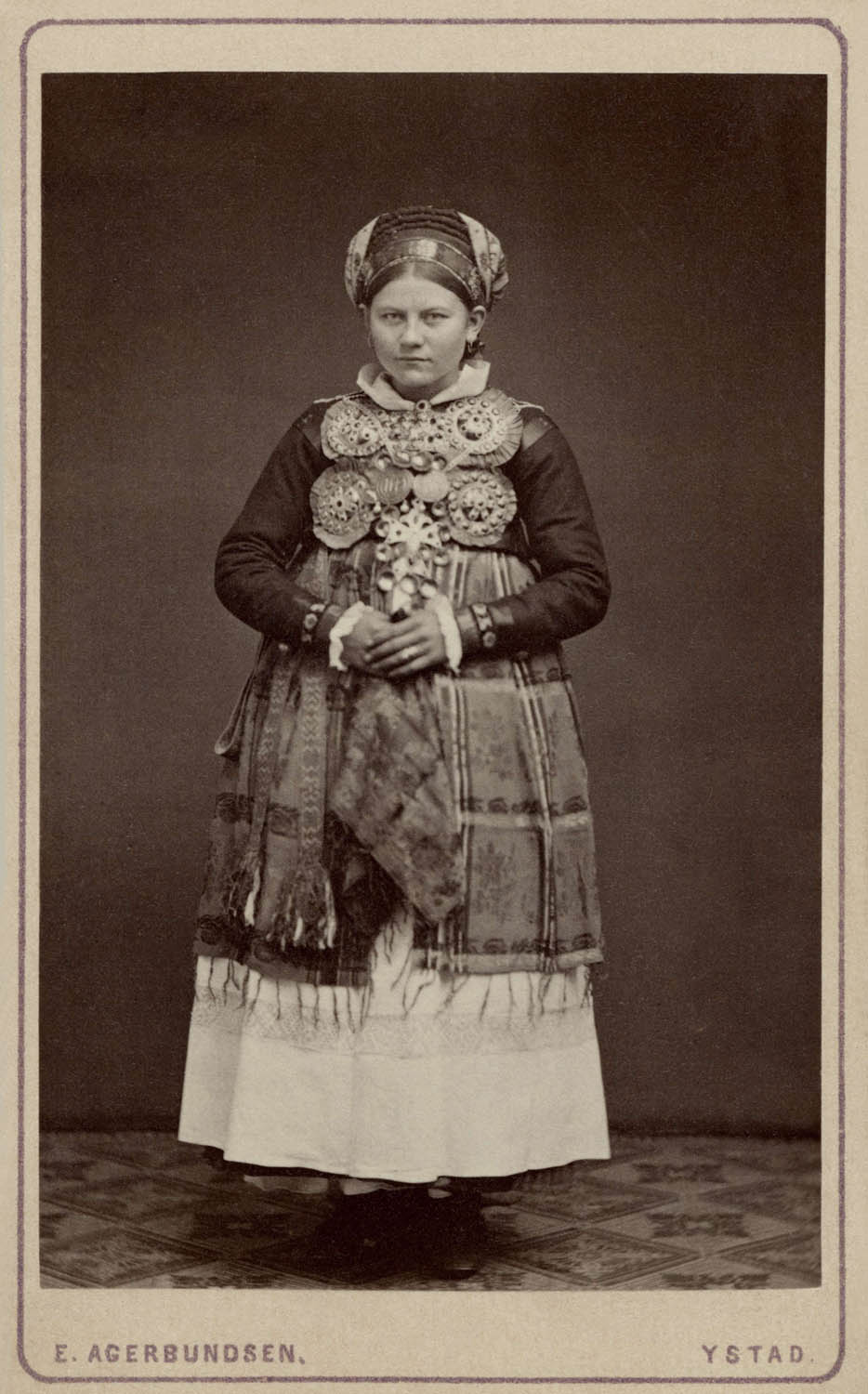
Шведська весільна сукня
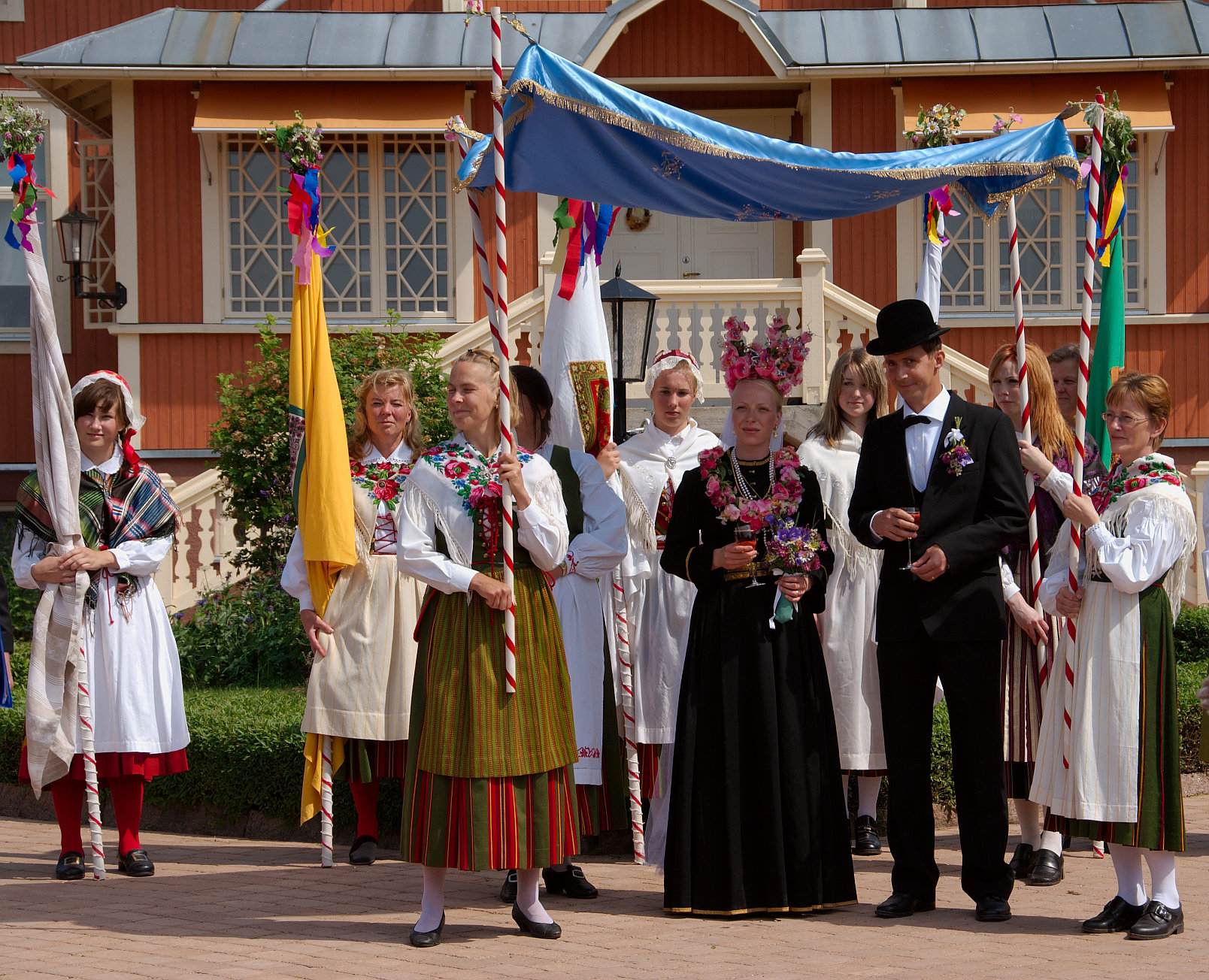
Фінське весільне вбрання
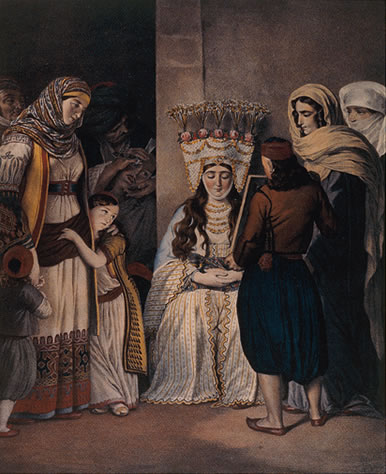
Грецька весільна сукня
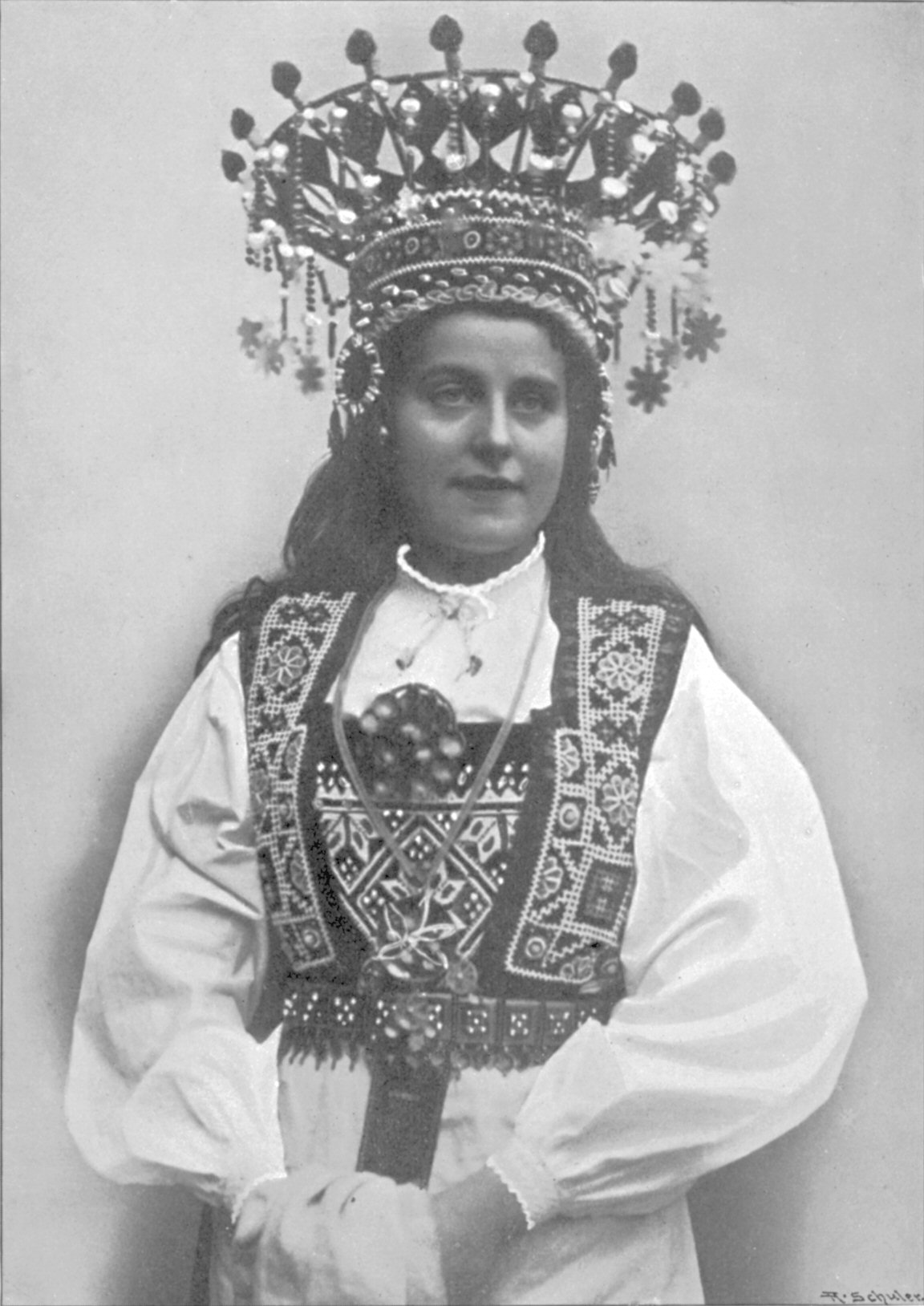
Норвезька весільна сукня

У Середні віки та епоху Відродження весільна сукня зазвичай була урочистих кольорів: червоного, зеленого, золотого. У Скандинавії був популярним чорний колір. Оскільки наречена на весільній церемонії представляла не лише себе, а в першу чергу свою родину, її вбрання мало віддзеркалювати найкращі риси її роду, його багатство та статус. Весільну сукню шили з найдорожчих тканин найблагородніших кольорів та оздоблювали хутром.
Біла весільна сукня стає досить розповсюдженою в епоху стилю ампір (кінець XVIII — початок XIX століть), але лише одним з багатьох можливих варіантів: блакитних, рожевих, лимонних, кремових. Подією, яка зумовила шалену популярність саме білої весільної сукні спочатку в Англії, а потім у всьому світі, стало вінчання британської королеви Вікторії і принца Альберта, де наречена була вбрана саме у цей колір. Водночас наразі весільні сукні бувають не лише білосніжними, але й інших відтінків білого — кольору слонової кістки, кремового, світло-бежевого тощо.

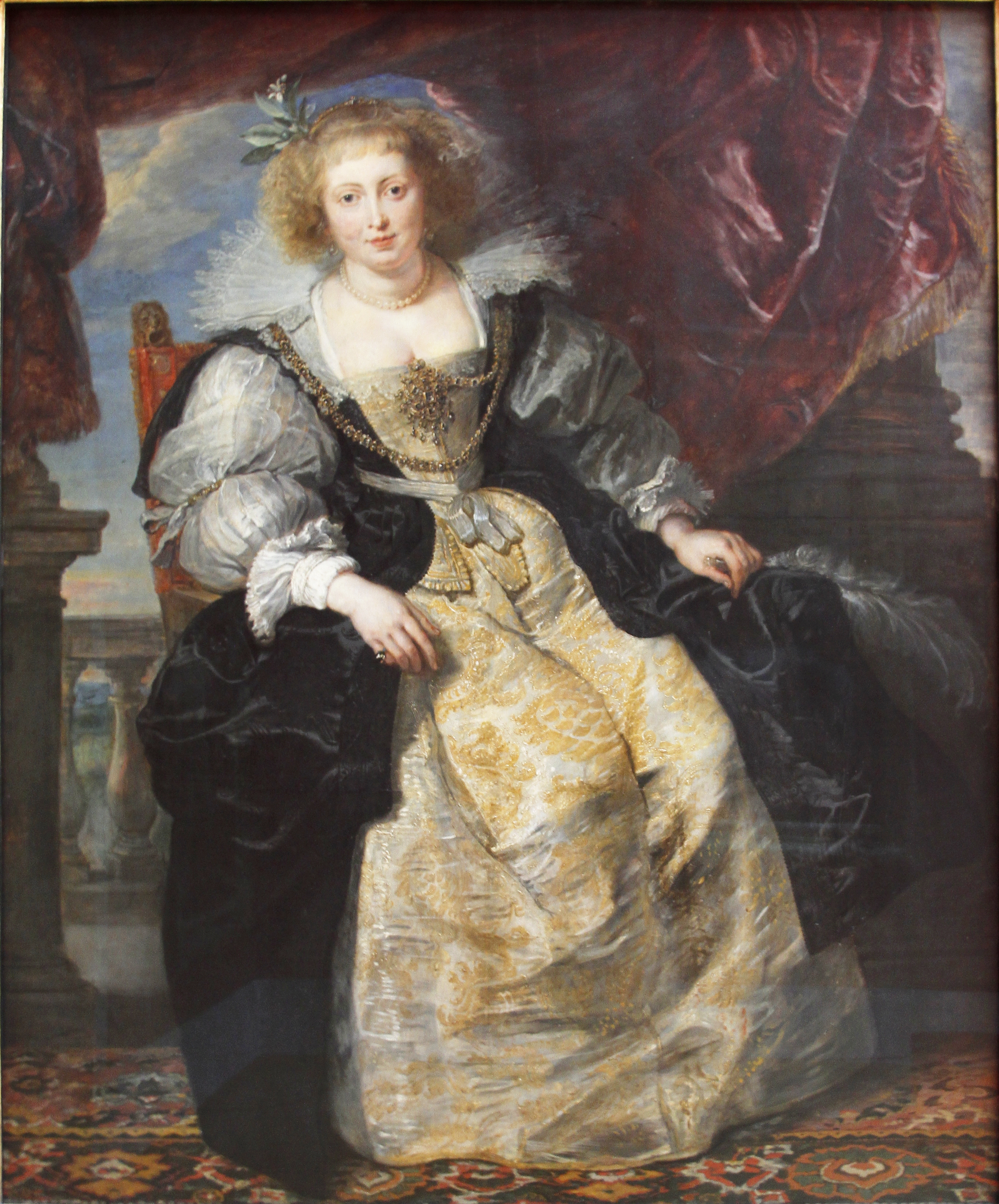
Рубенс. Портрет Є. Фоурмен у весільній сукні (1630)
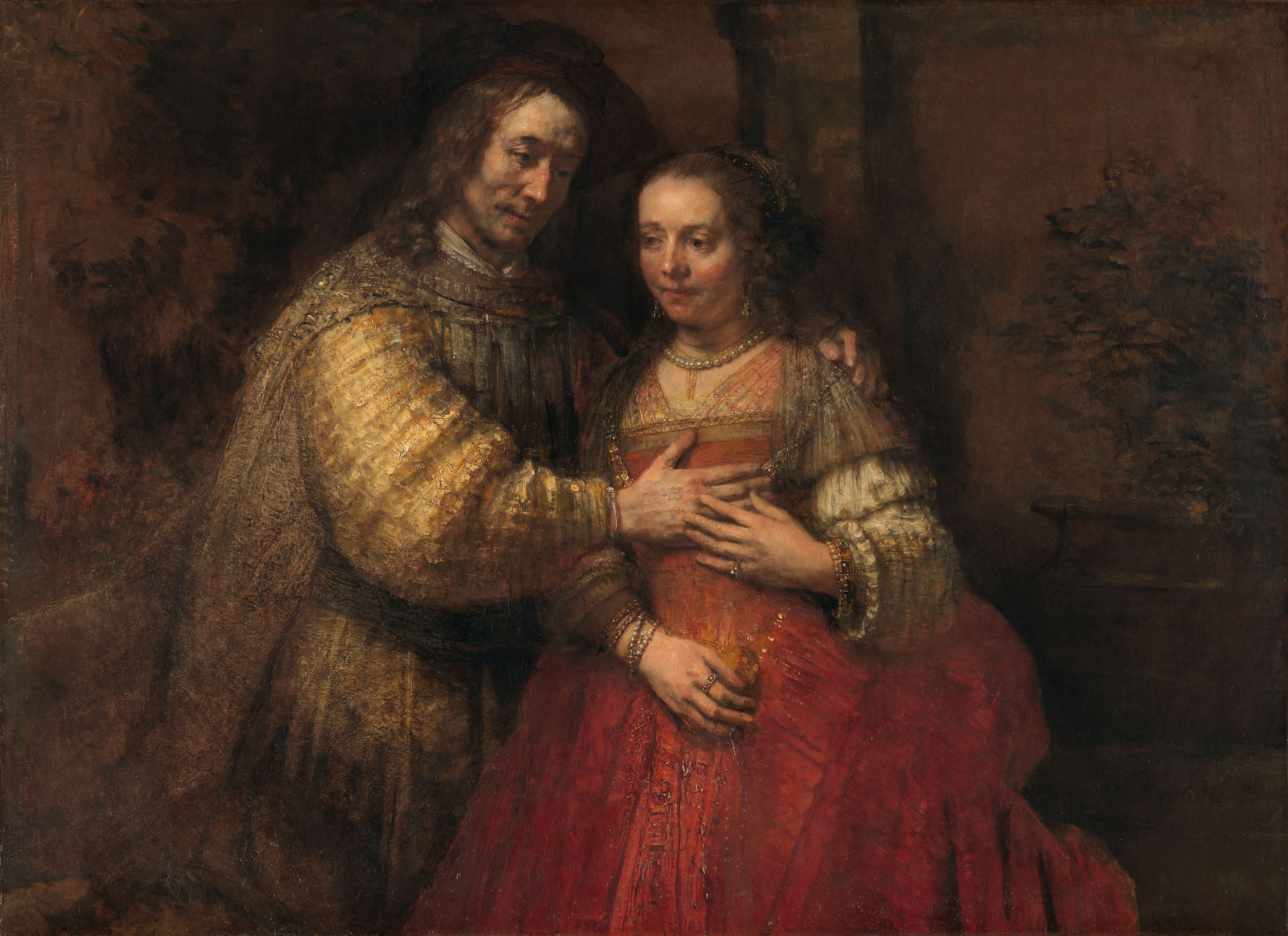
Рембрандт. Єврейська наречена (1667)
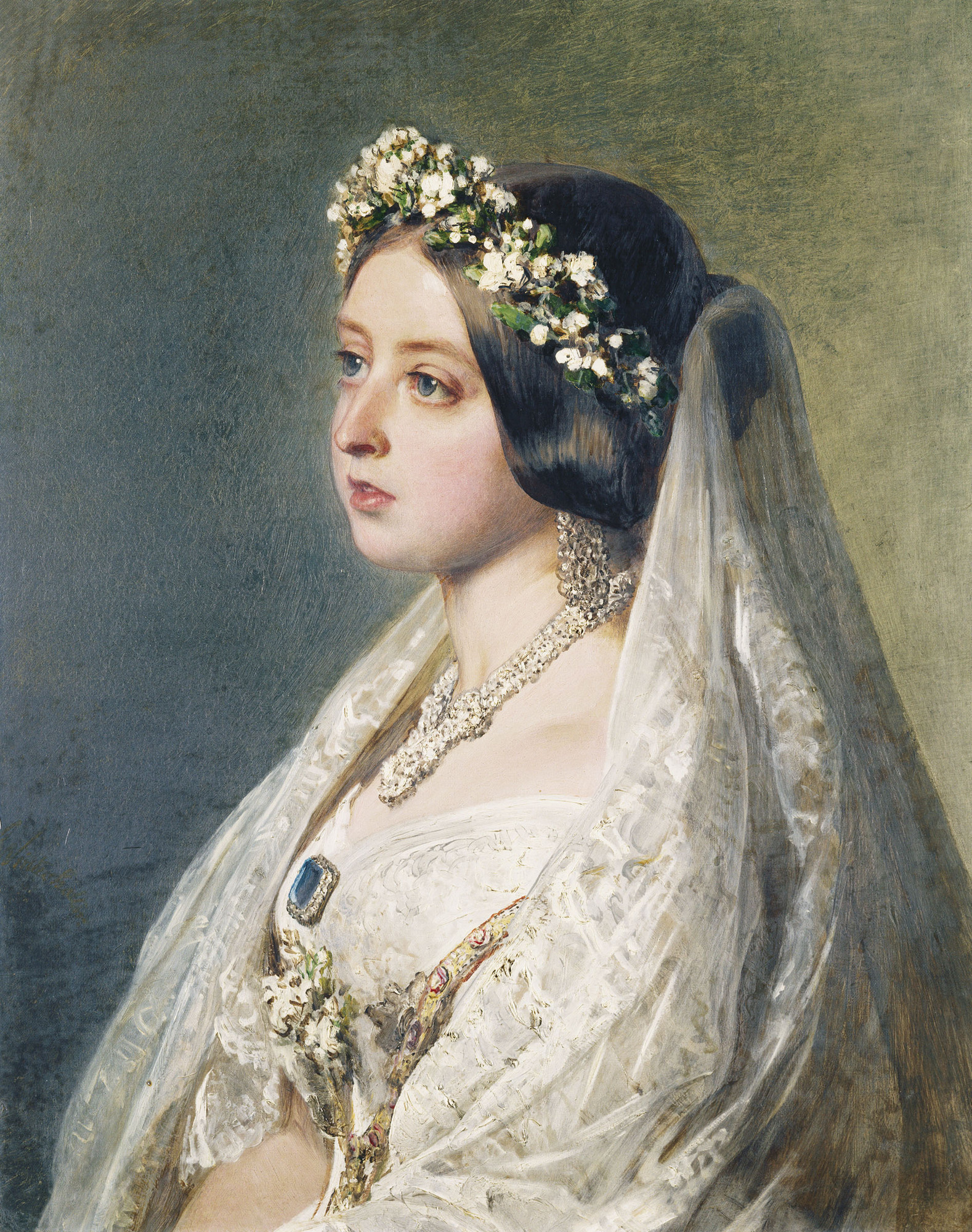
Вінтергальтер. Королева Вікторія у весільній сукні (1847)
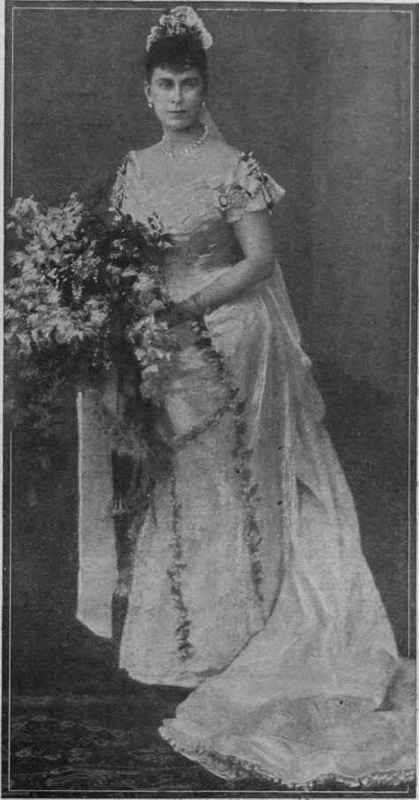
Марія Текська у весільній сукні (1893)
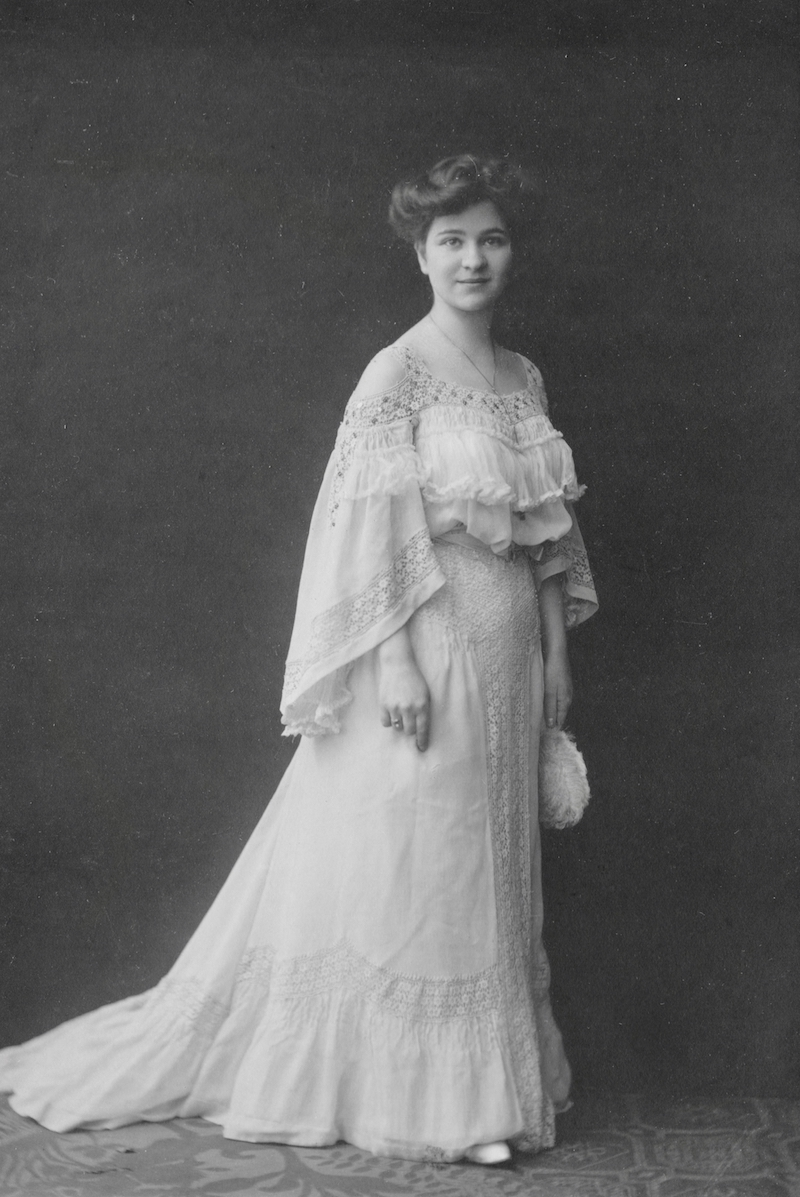
Францішка Шлопсніс[en] у весільній сукні (1910)
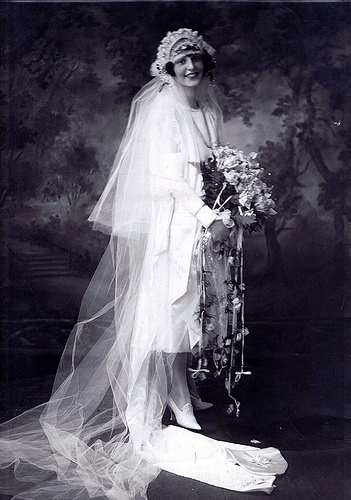
Європейська весільна сукня 1920-х років
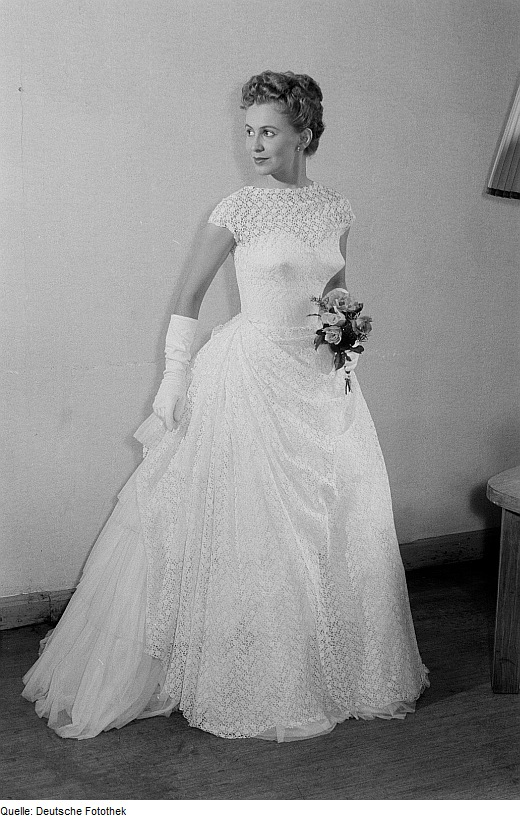
Весільна сукня 1950-х років

Фасони ж весільних суконь змінювалися разом з модою. У 1860-1870-х роках вони були з криноліном, у 1890-ті з турнюром, на початку ХХ ст. — з великою кількістб мережива і рюшів, в епоху модерн — обтічних форм, а в епоху ар-деко — здебільшого геометричних форм. Поверненню моди на довгу весільну сукню з криноліном, яка є найпопулярнішою сьогодні, світ завдячує Крістіану Діору і стилю нью-лук. Більшість сучасних фасонів для зручності імітують корсет, доповнюючи його декольте або вирізами на плечах. Зазвичай такі сукні носять з палантином (тобто з шаллю з дорогої тканини), плащем з капюшоном, накидкою з дорогими (от-кутюр або вінтажними) прикрасами та рукавичками «оперної» довжини.

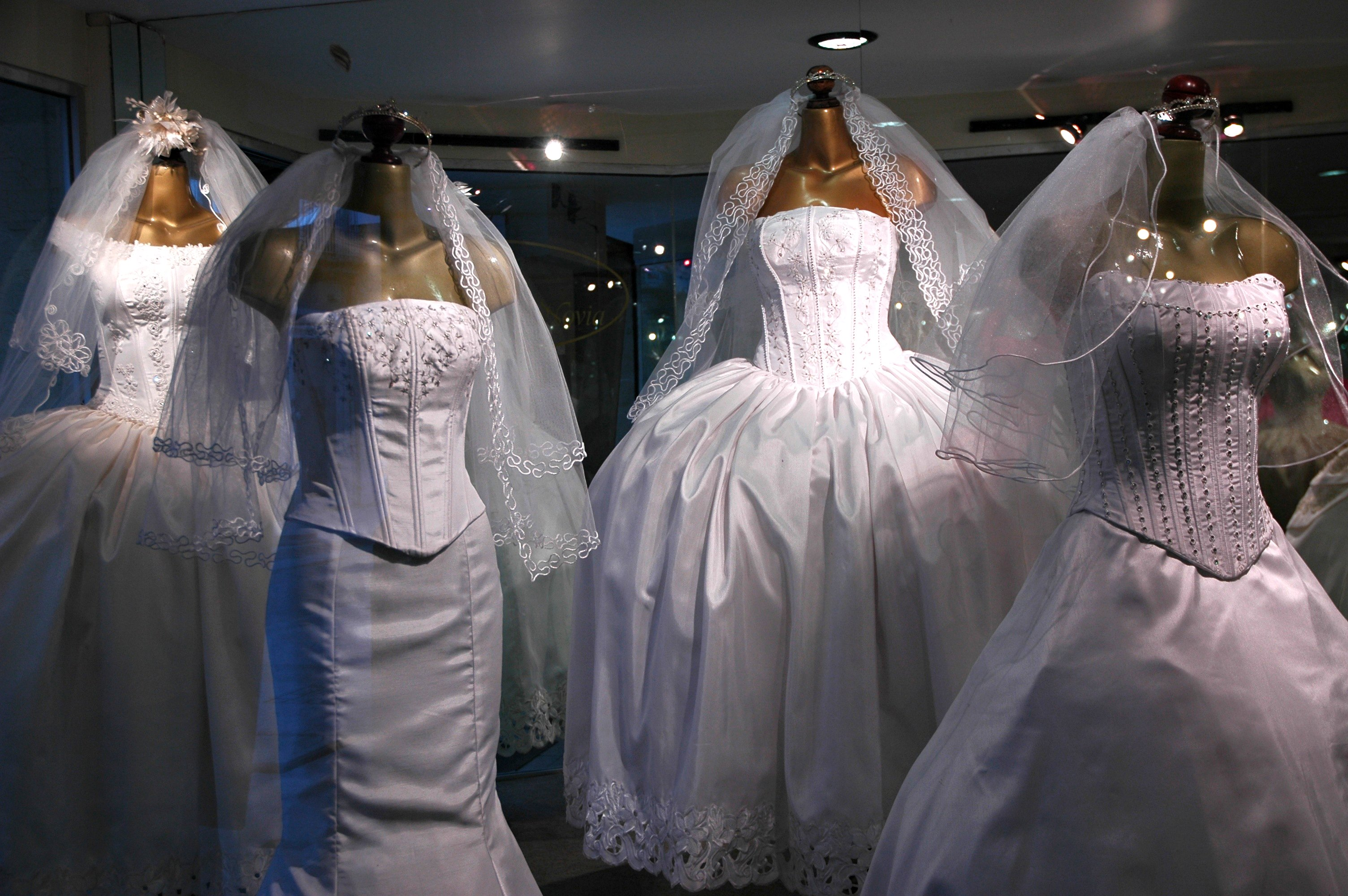
Сучасні весільні сукні

На початку XXI століття близько 75 % весільних суконь на ринку не мали рукавів і бретелей. Інші наречені віддають перевагу більш скромним фасонам з рукавами, вищими вирізами і закритою спиною. Більшість сьогоднішніх весільних суконь мають або спинку на шнурівці, або спинку на блискавці. Весільні сукні також можуть бути довгими або короткими, залежно від типу весілля. Багато західних урочистих суконь походять від християнських ритуальних костюмів, тому не мають бути занадто відкритими і показувати багато голої шкіри. У відповідь на цю тенденцію відкриті сукні без рукавів часто носять з довгими білими рукавичками.

## Азія
Весільні сукні в Китаї, Індії та В'єтнамі зазвичай шовкові червоного кольору, який символізує удачу і процвітання. Водночас, останнім часом завдяки впливу західної культури збільшилася кількість білих весільних суконь у цих країнах.
Індійські весільні сарі традиційно шиють з червоного шовку, рясно вишитого золотом та бісером. Рідше використовують весільні сарі інших яскравих кольорів: золотого, рожевого, помаранчевого, жовтого. Також в Індії існує тенденція використовувати дві сукні під час весілля: одну для релігійної церемонії і другу для бенкету.
У Японії наречені також можуть змінювати три і більше весільних суконь за церемонію. Найпопулярнішим варіантом японської весільної сукні є біле кімоно, але також використовуються і червоні для банкету після весільної церемонії, оскільки вважається, що цей колір приносить удачу.
Індонезійське і малайське весільне вбрання розписується батиком і має назву кебая.
Курдські наречені, які вперше виходили заміж, традиційно вдягали червоне вбрання, а для наступних шлюбів використовували рожеві сукні. Нині червоні весільні сукні серед курдів непопулярні, оскільки асоціюються з бідністю і застарілими звичаями.

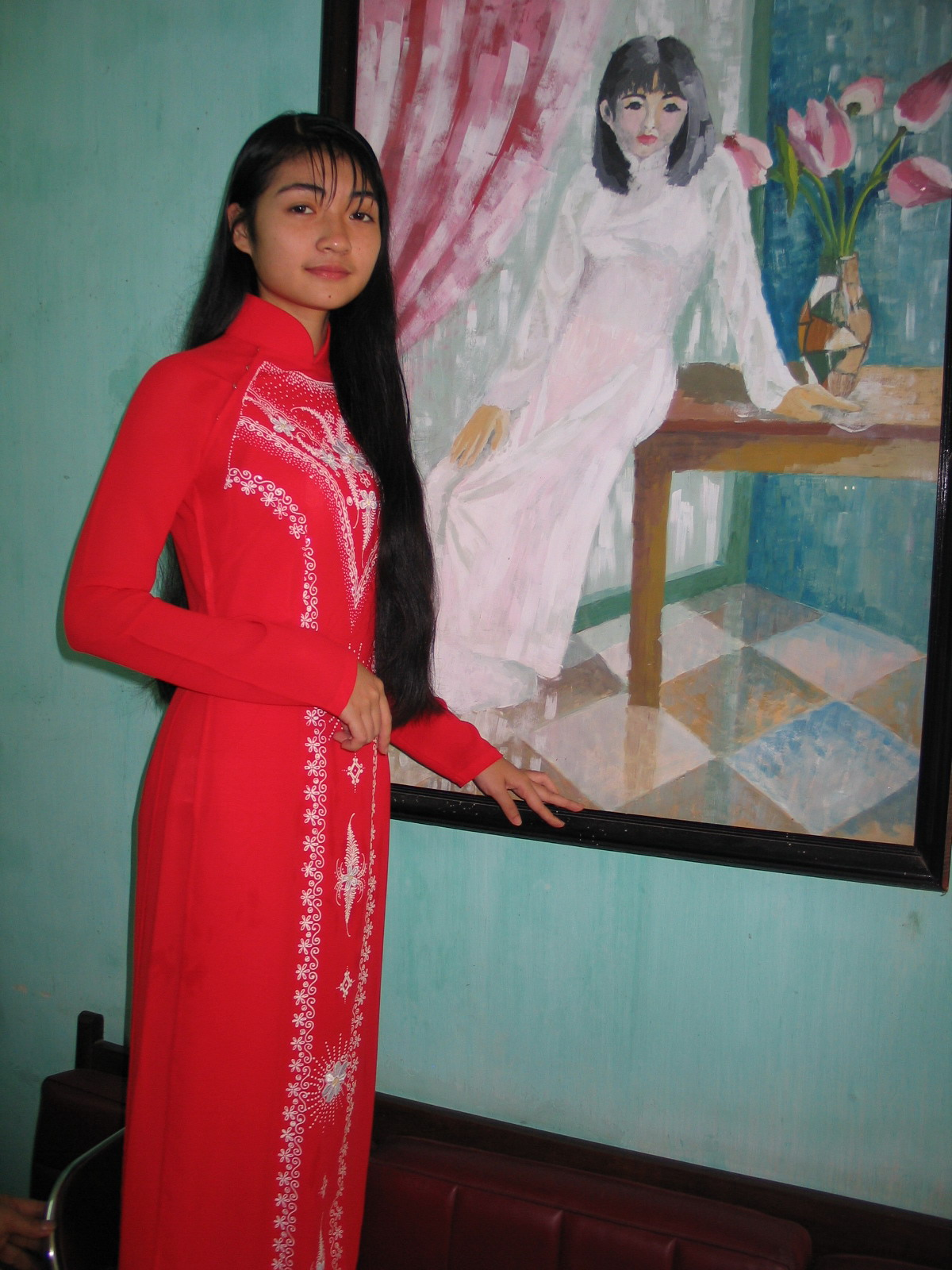
В'єтнамська весільна сукня
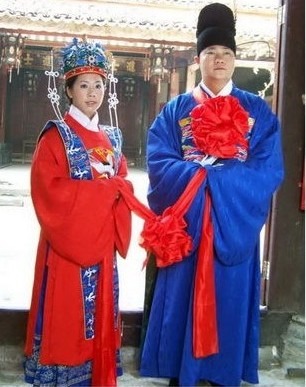
Китайське весільне вбрання
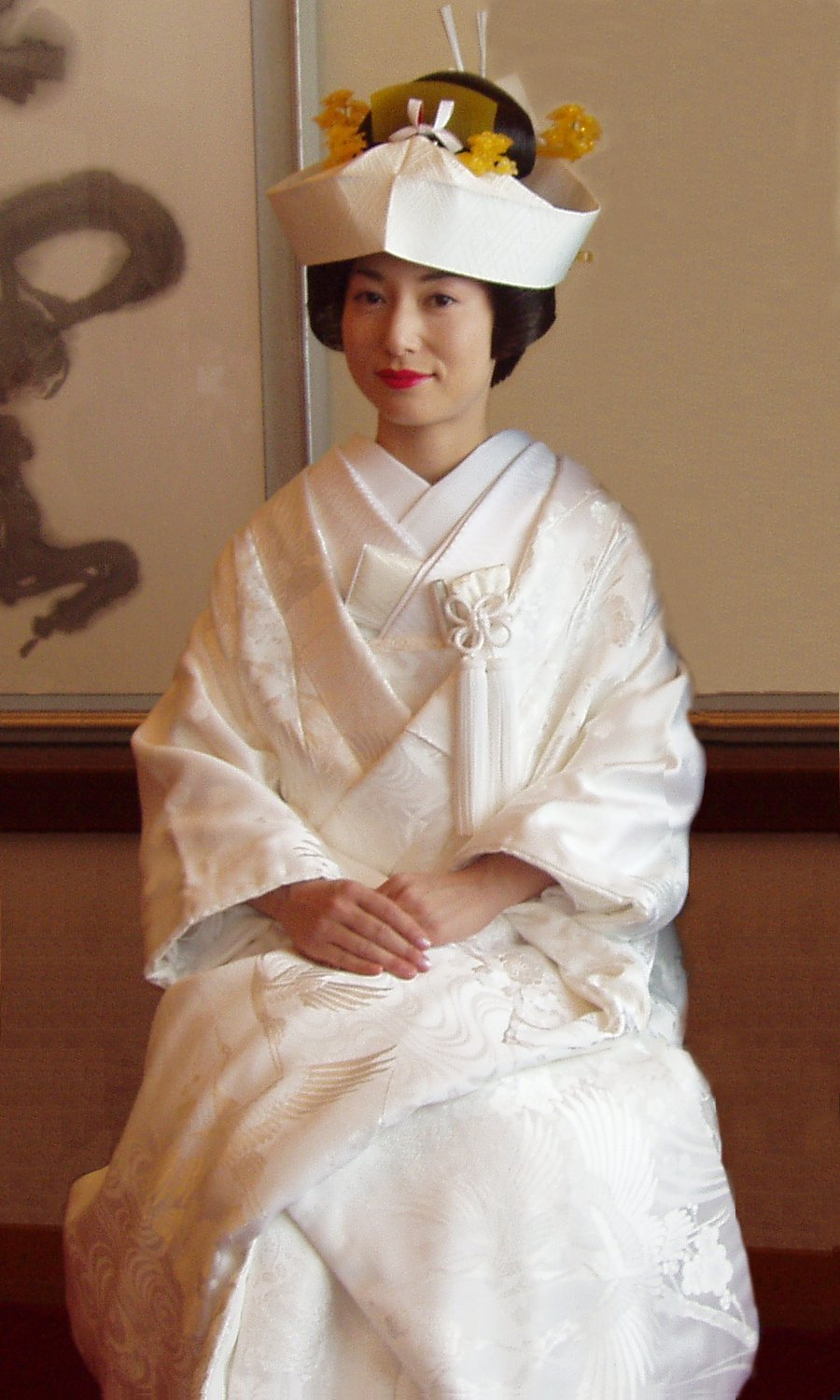
Японське весільне кімоно
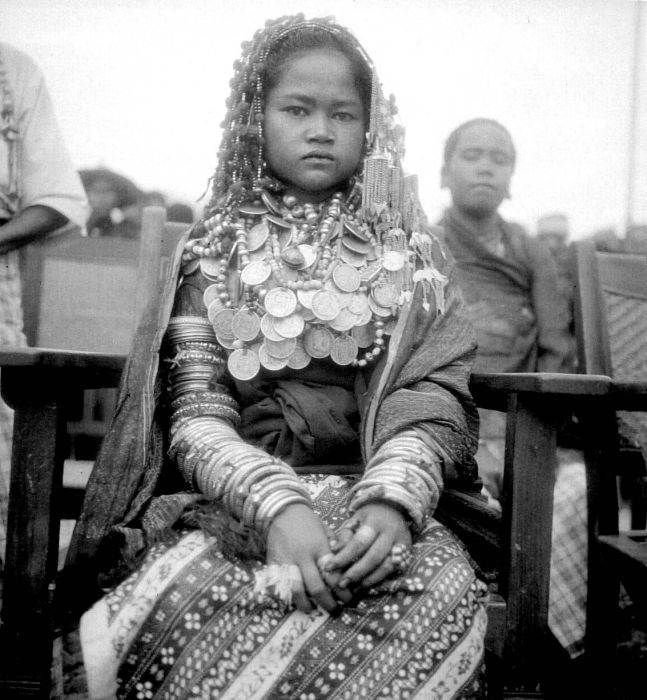
Індонезійська весільна сукня
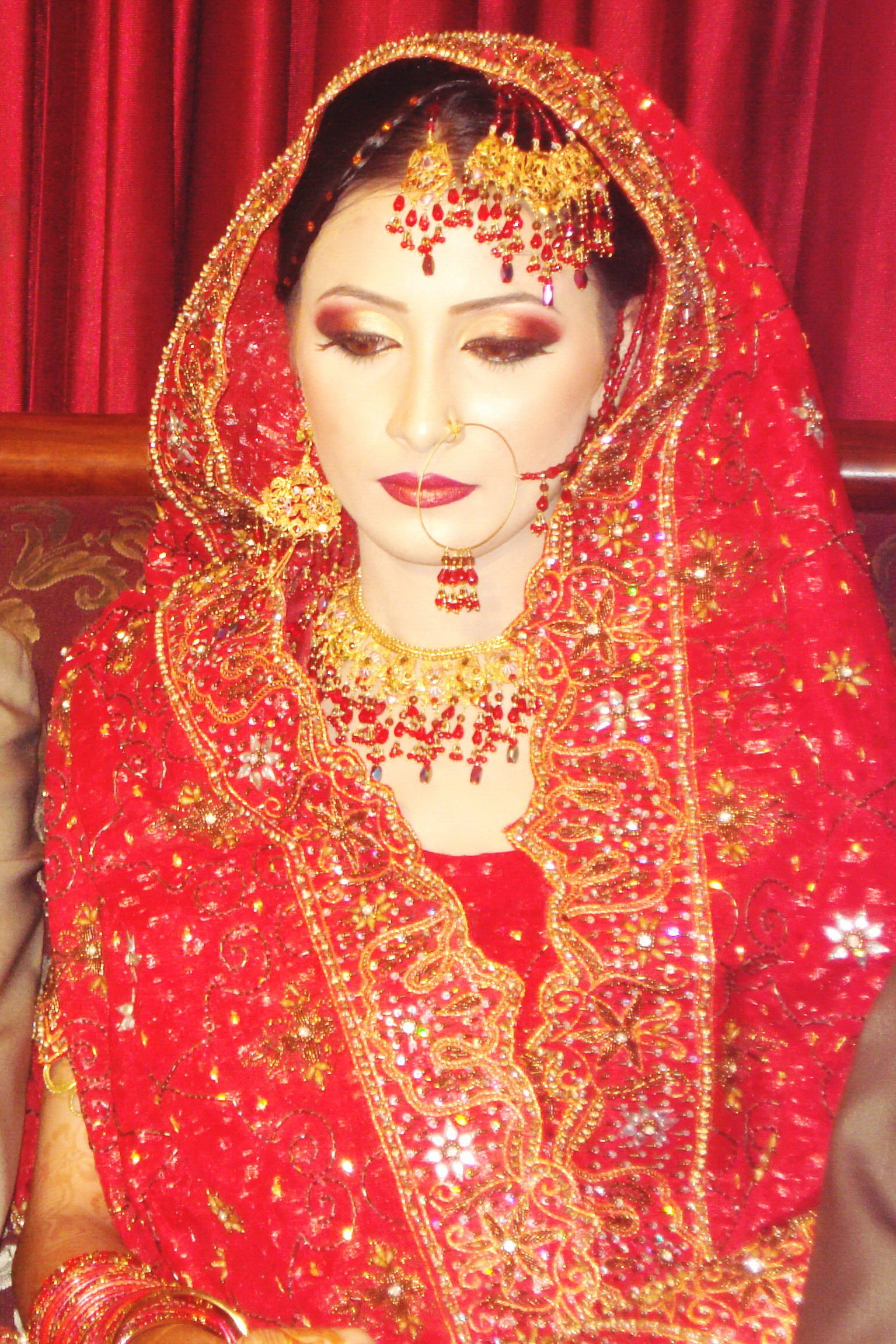
Індійське весільне сарі
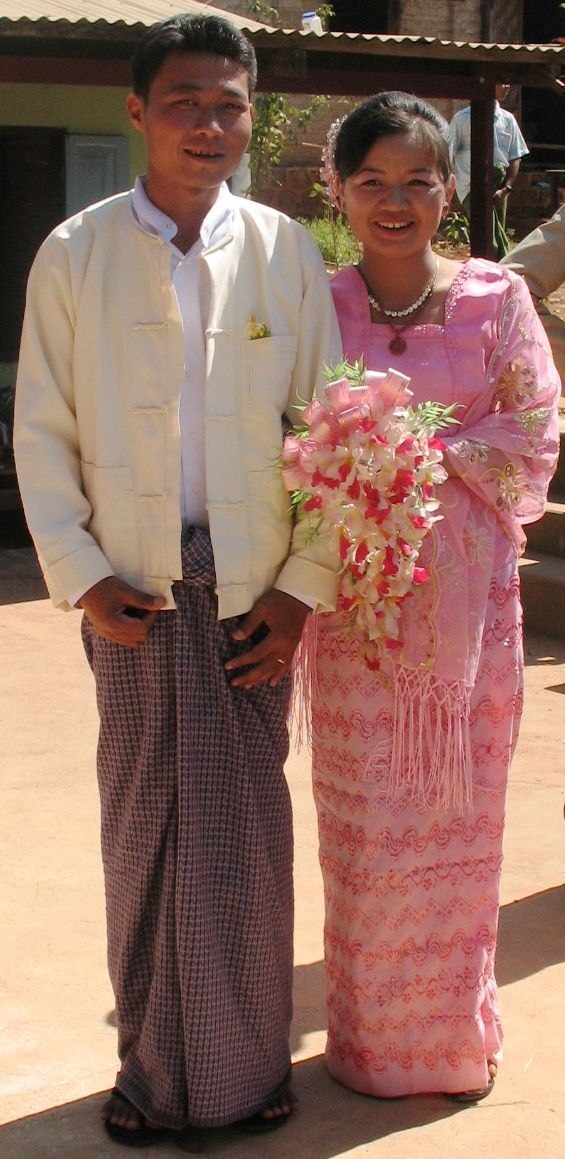
Бірманське весільне вбрання
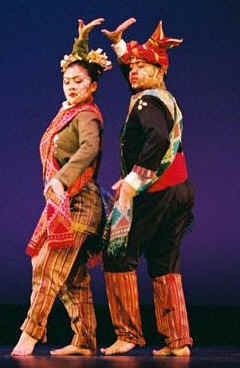
Філіппінське весільне вбрання
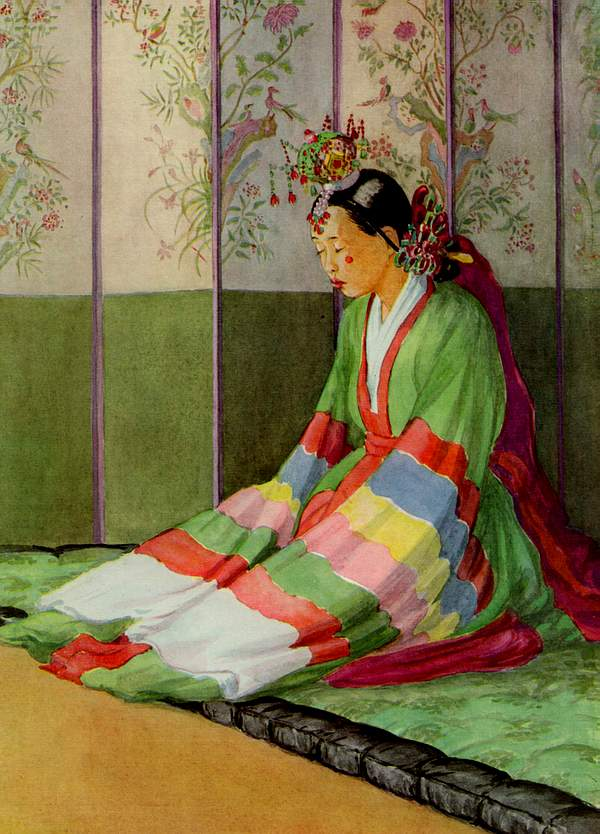
Корейське весільне вбрання

## Американські індіанці

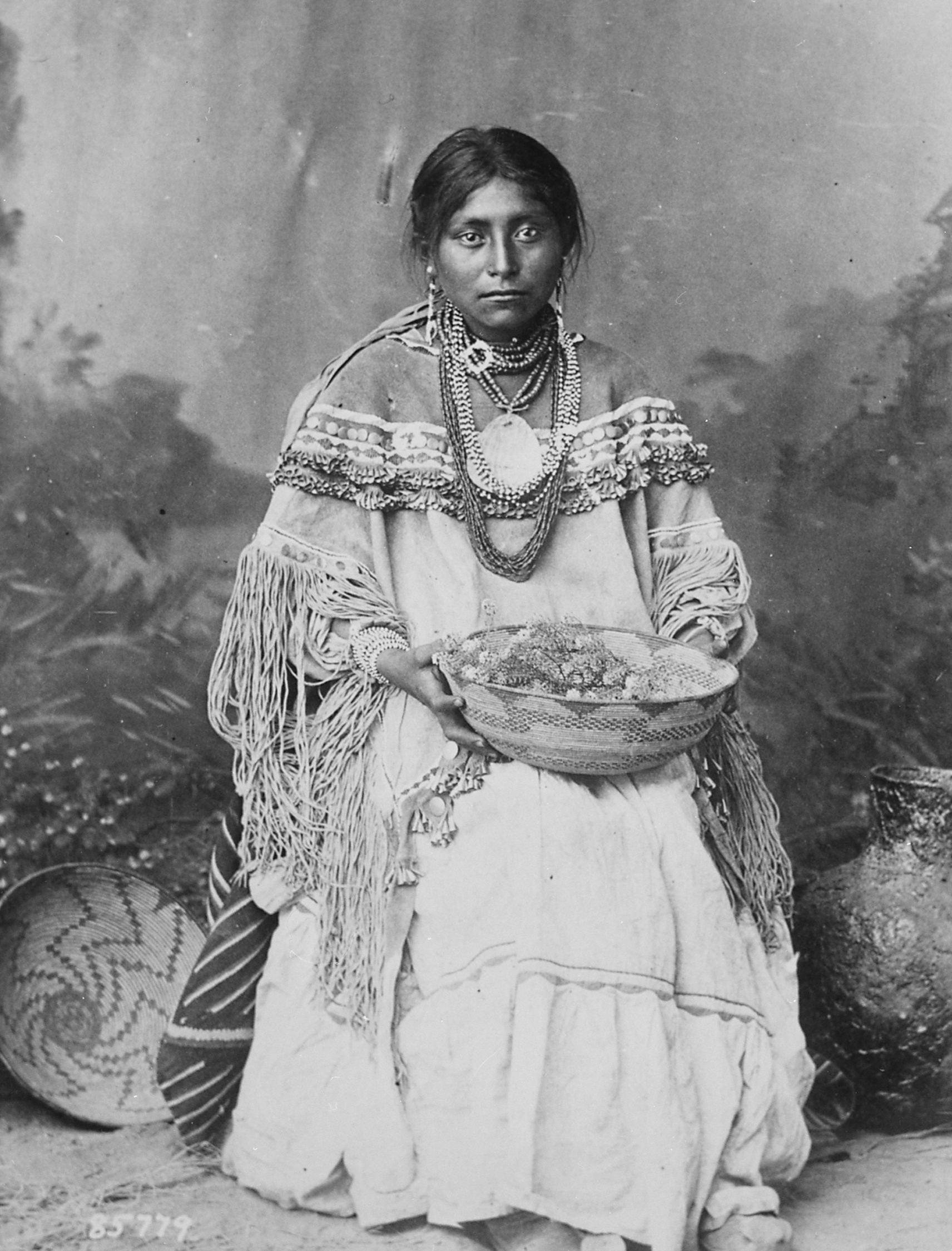
Весільна сукня апачів

Корінні народи Америки мають різні традиції весільних обрядів і різні весільні сукні.
Наречена народу хопі традиційно має вдягати вбрання, зіткане її майбутнім чоловіком і його другом. Весільне вбрання хопі складається з широкого пояса, двох білих суконь, білого халата з червоними смугами по верху і по низу, білих легінсів з оленячої шкіри і мокасин, стрічки для волосся.
Наречена народу пуебло вдягає на весілля бавовняний одяг, який пов'язується над правим плечем та підтримується поясом на талії.
Згідно з традиціями делаверів наречена має бути вдягнена в спідницю до колін з оленячої шкіри й намисто з мушель вампум, яке надівається на лоб. Також намисто вдягається на тіло вище пояса. Якщо весілля відбувається влітку, то наречена має бути оголеною вище пояса. Взимку вона має бути в легінсах зі шкіри оленя, мокасинах і робі з пір'я індички. Обличчя нареченої фарбують у білий, червоний і жовтий кольори.
Племена Північної Каліфорнії (кламати, модоки, юроки) використовують весільне вбрання символічних кольорів: білого (схід), синього (південь), жовтогарячого (захід), чорного (північ). Наречені також мають вдягати прикраси з бірюзи і срібла, а також срібний пояс, які мають захистити молодят від злих духів.

## Мусульманські країни

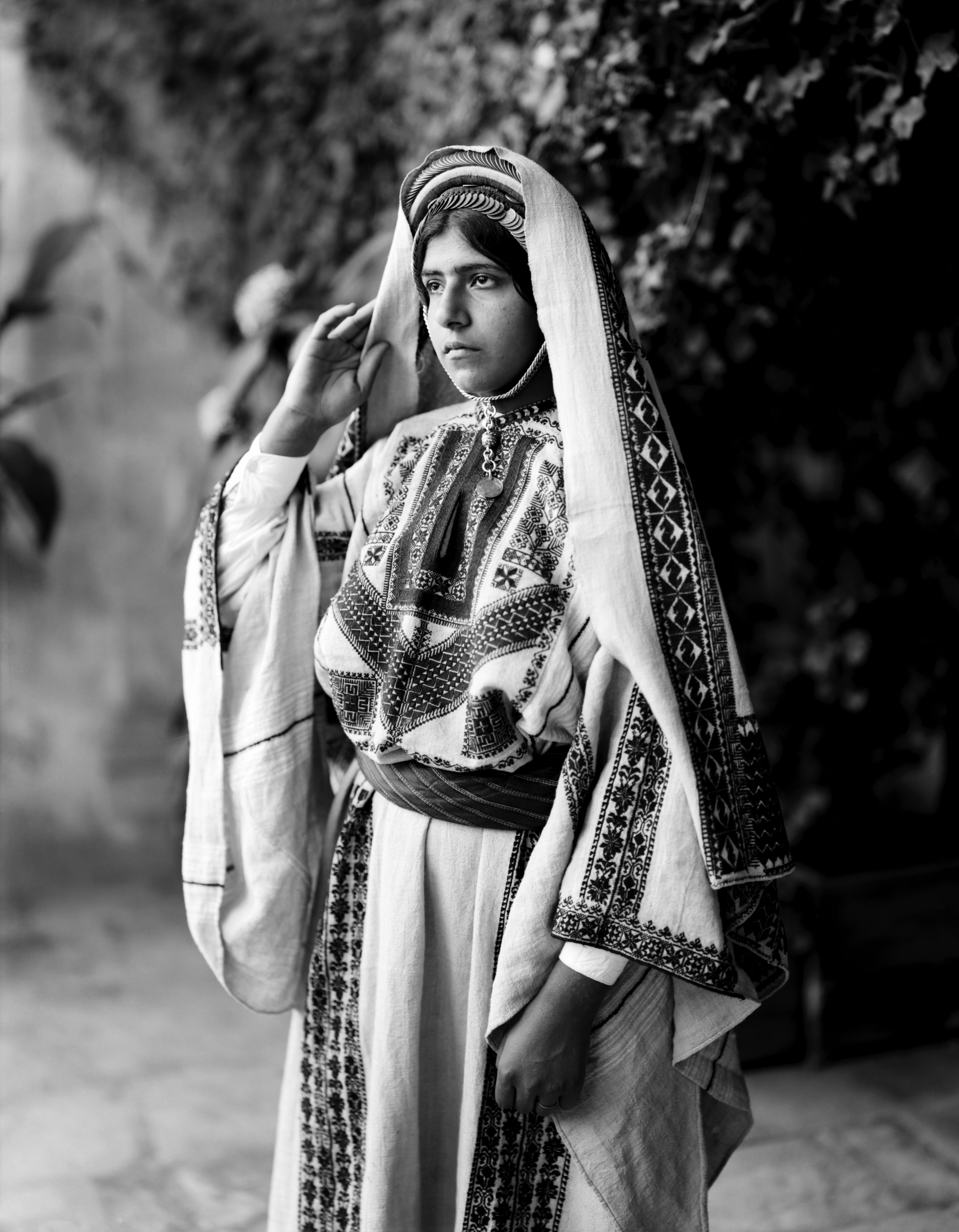
Палестинська весільна сукня
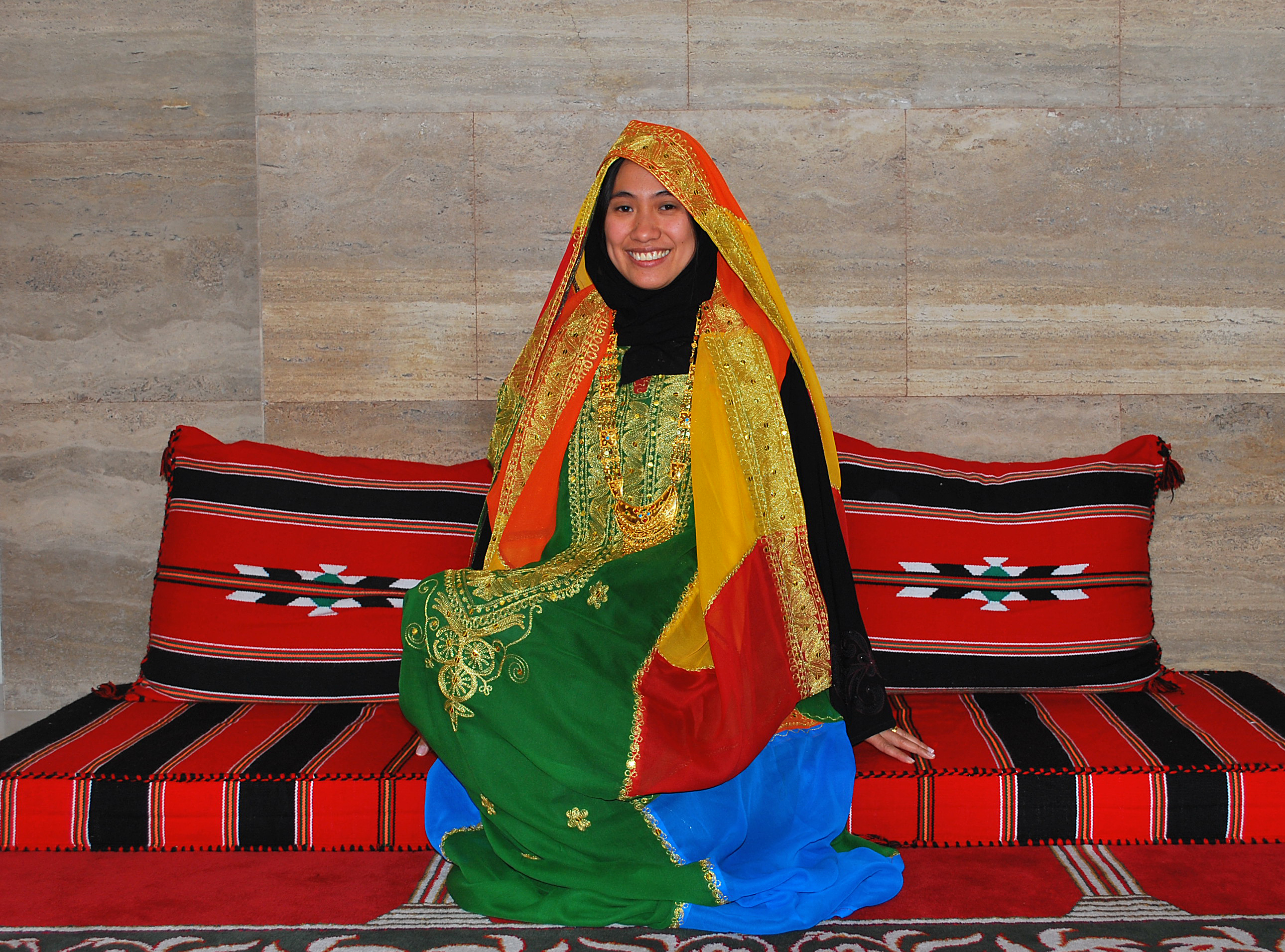
Бахрейнська весільна сукня
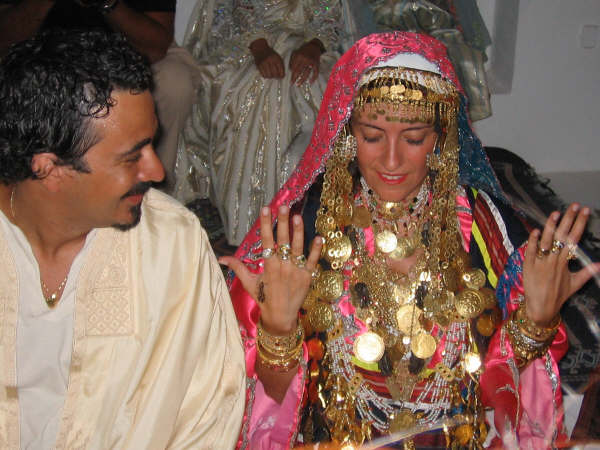
Туніська весільна сукня
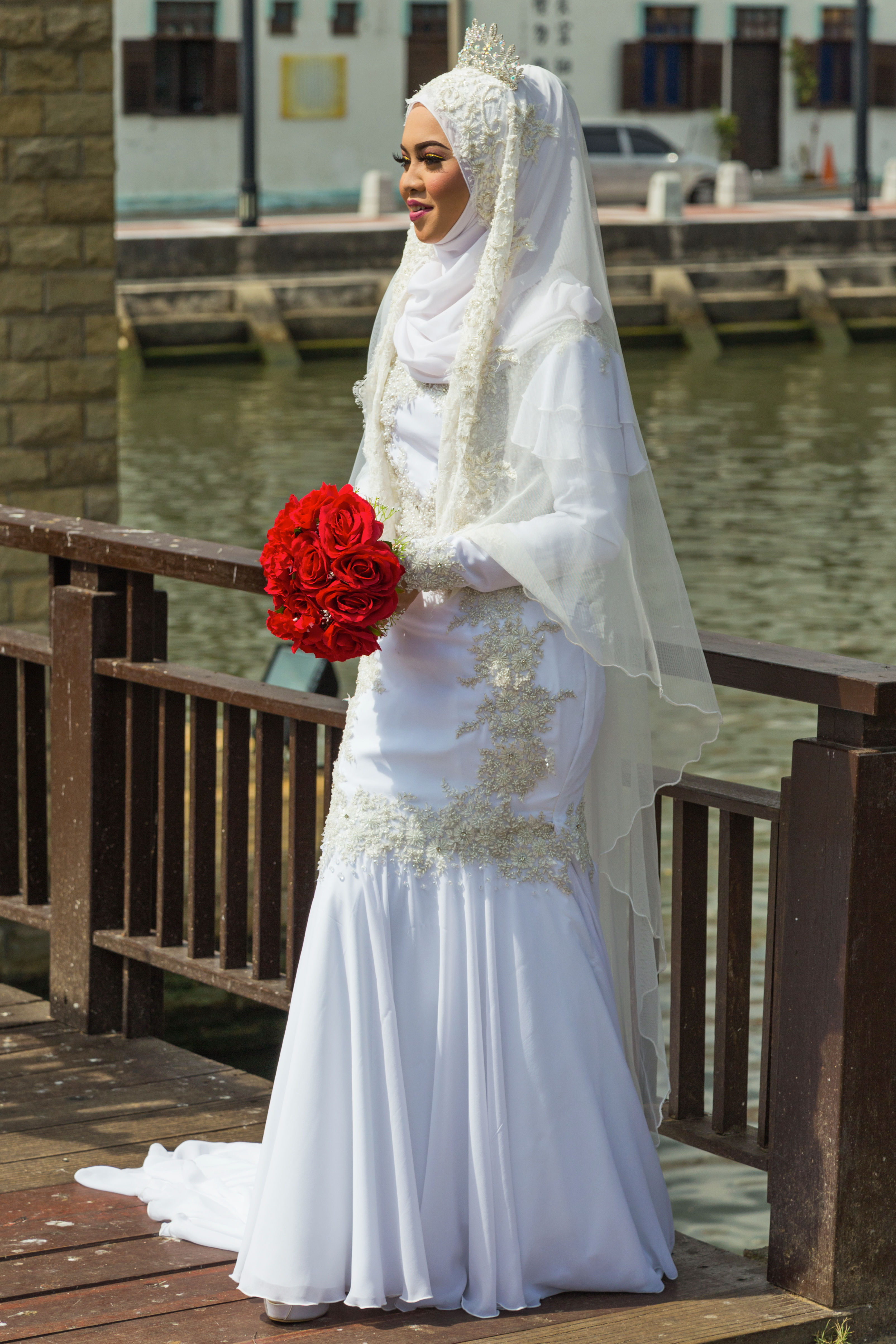
Малайське весільне вбрання

## Африка
У Субсахарській Африці весільний одяг характеризується, перш за все, великою кількістю прикрас, строкатістю барв і орнаментів. В деяких областях Африки для традиційного весільного вбрання нареченої необов'язкова верхня частина костюма, але її груди прикрашають кілька рядів різноколірного намиста.

## Україна

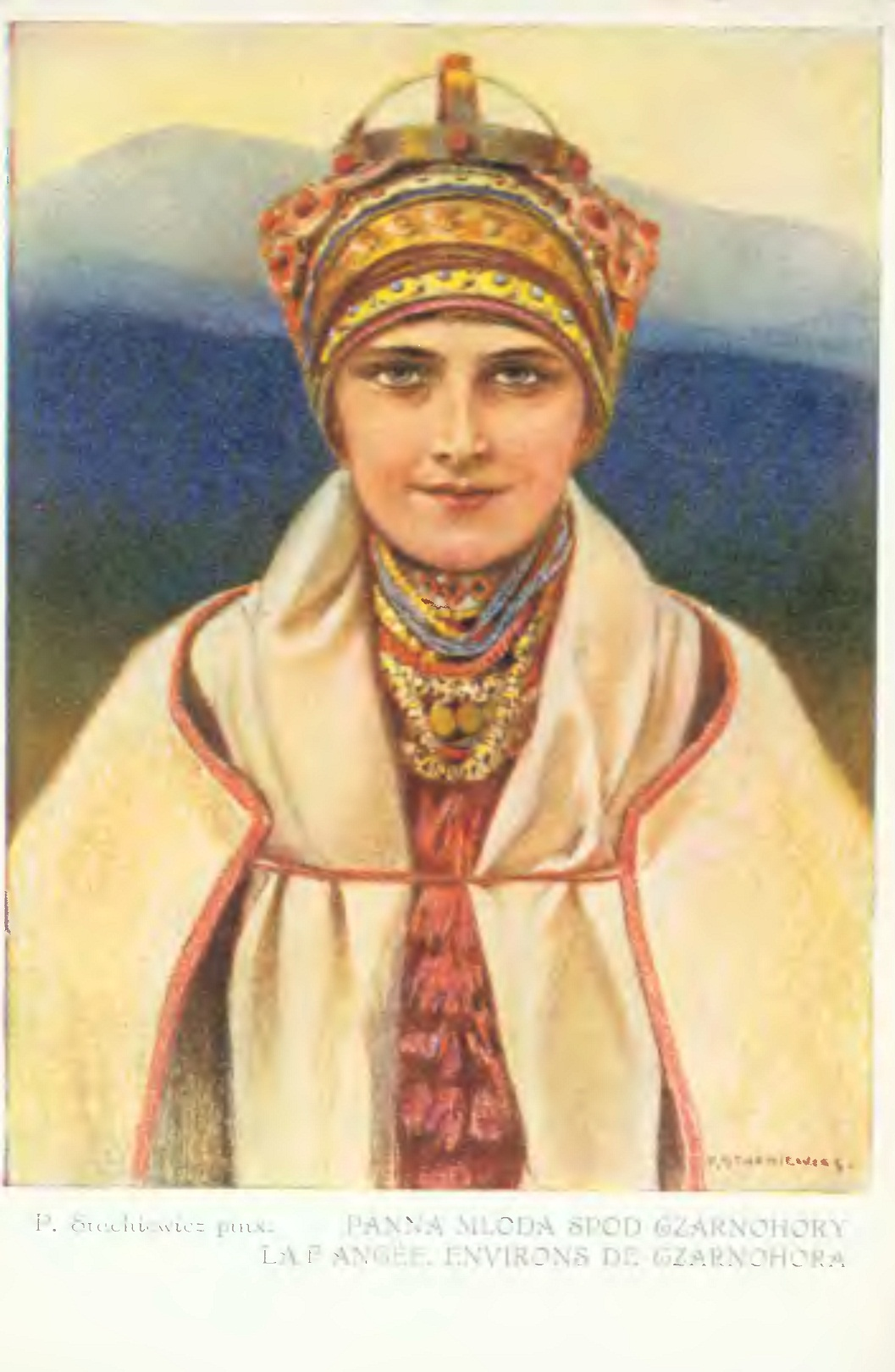
Гуцульщина
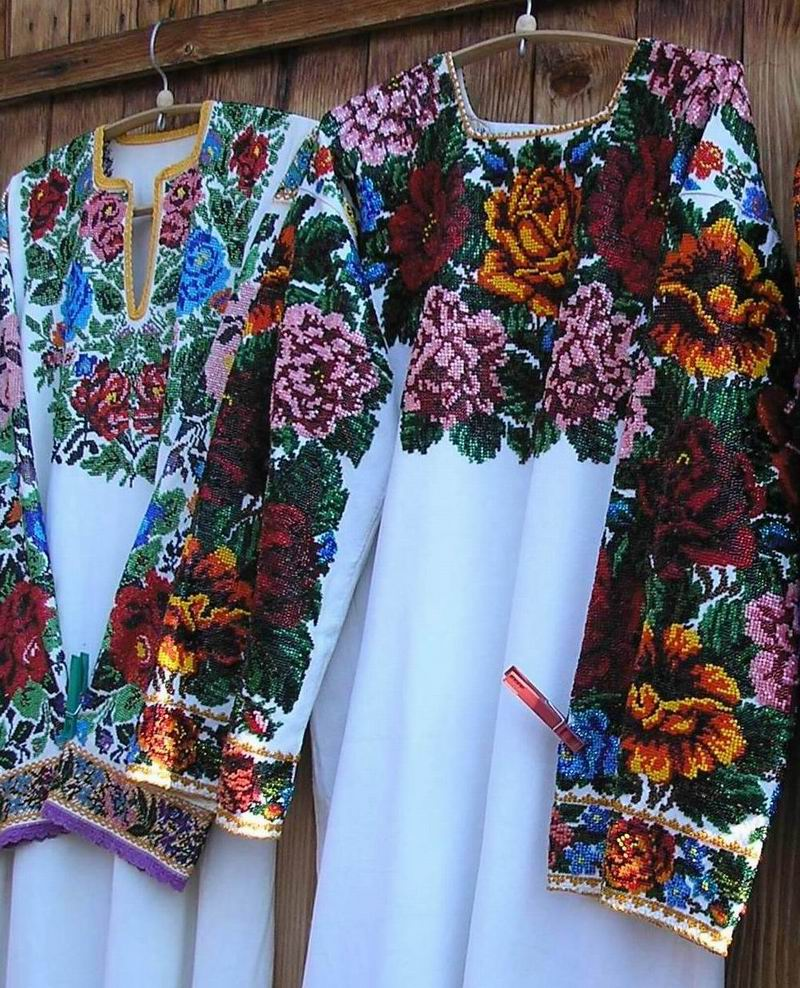
Гуцульщина
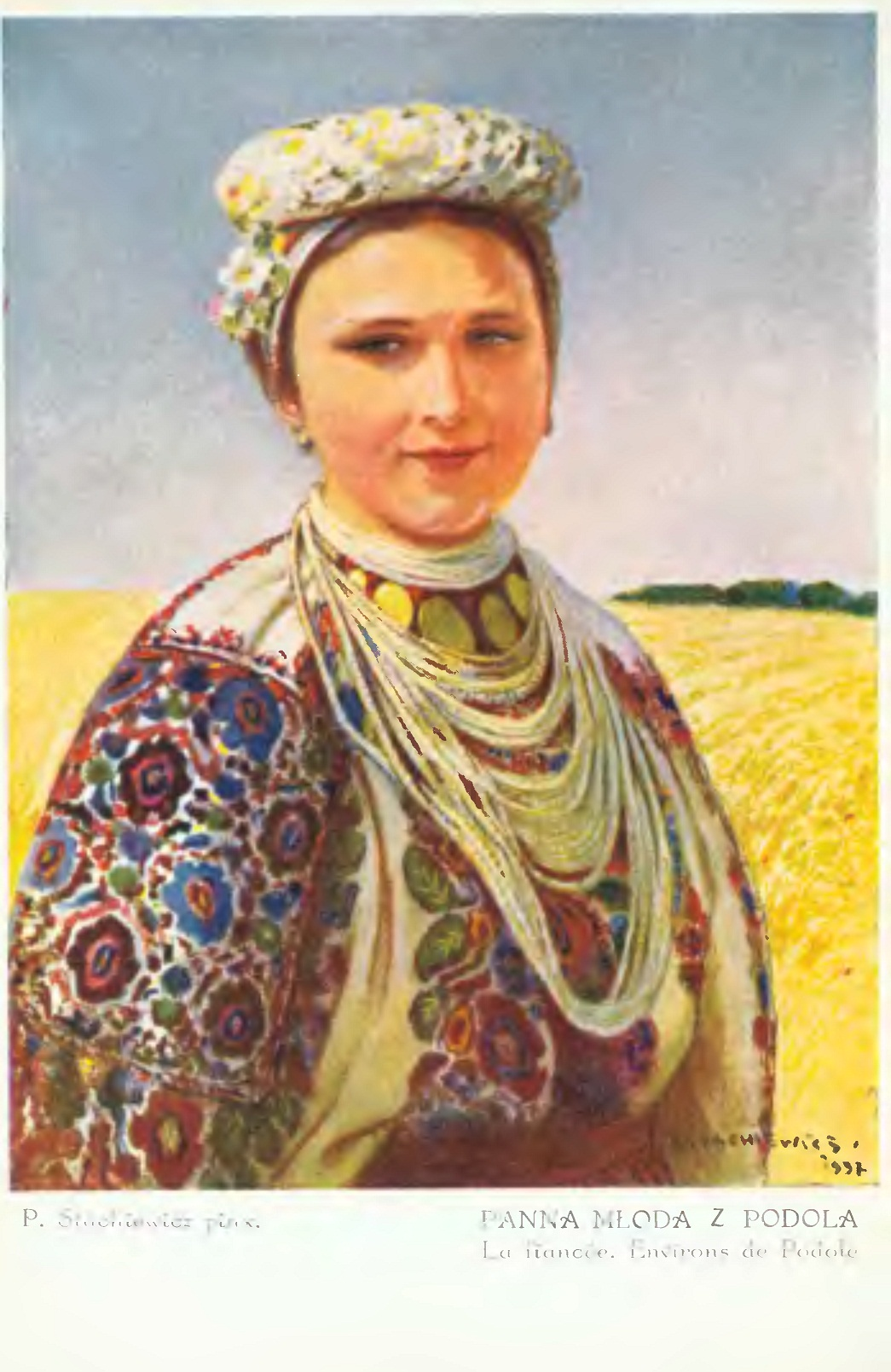
Поділля
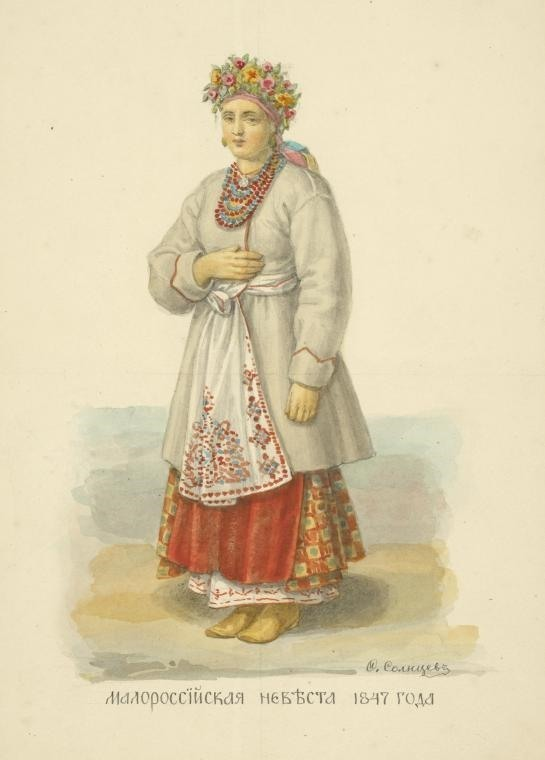
Слобожанщина
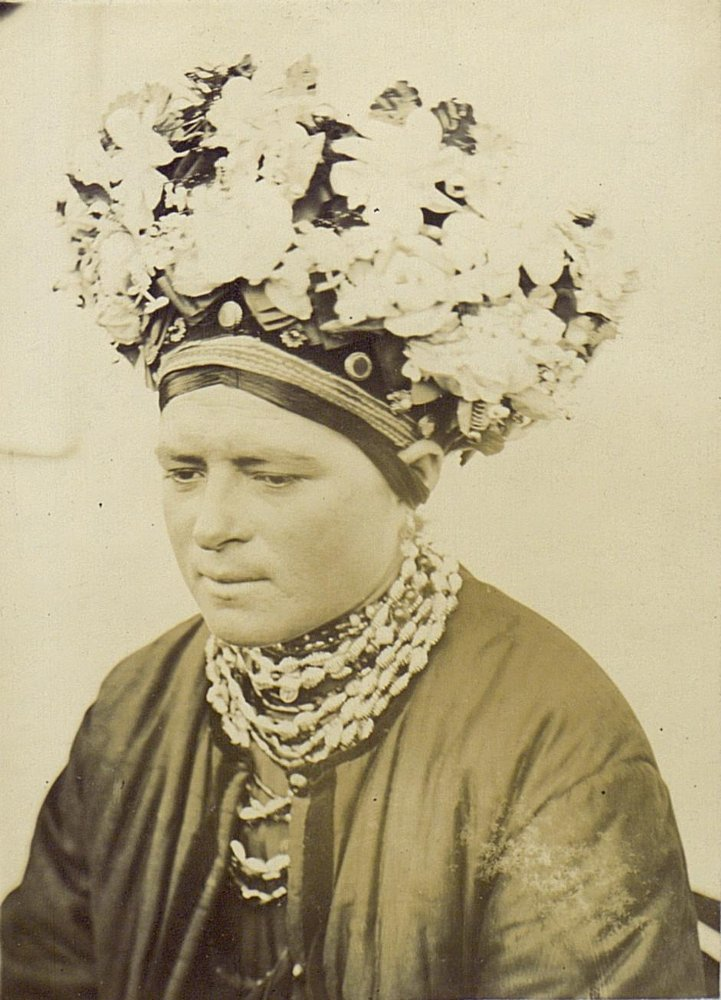
Херсонщина
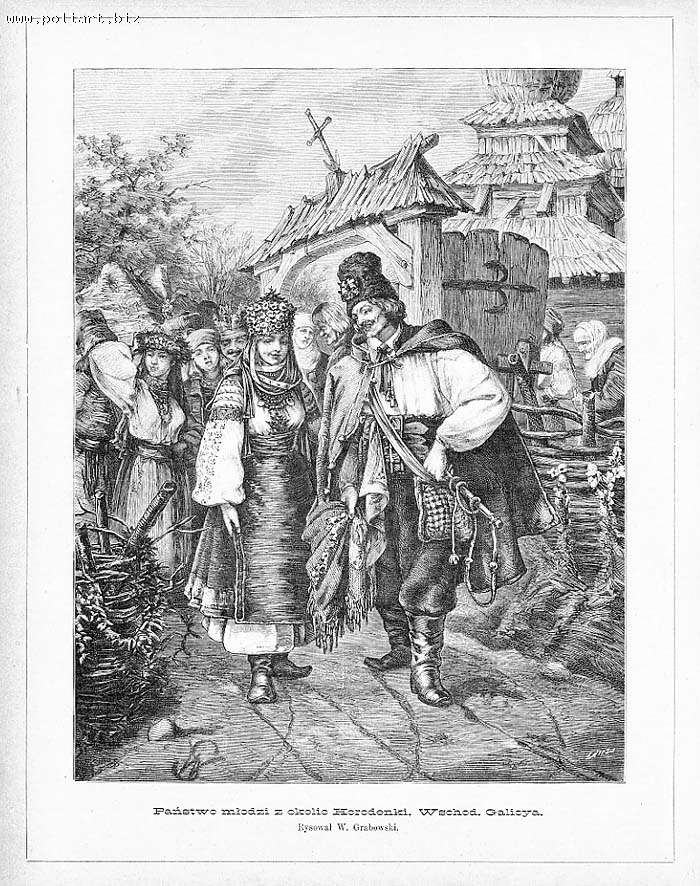
Весілля на Покутті
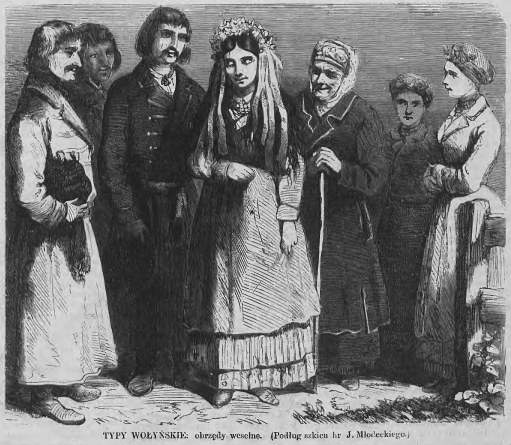
Весілля на Волині
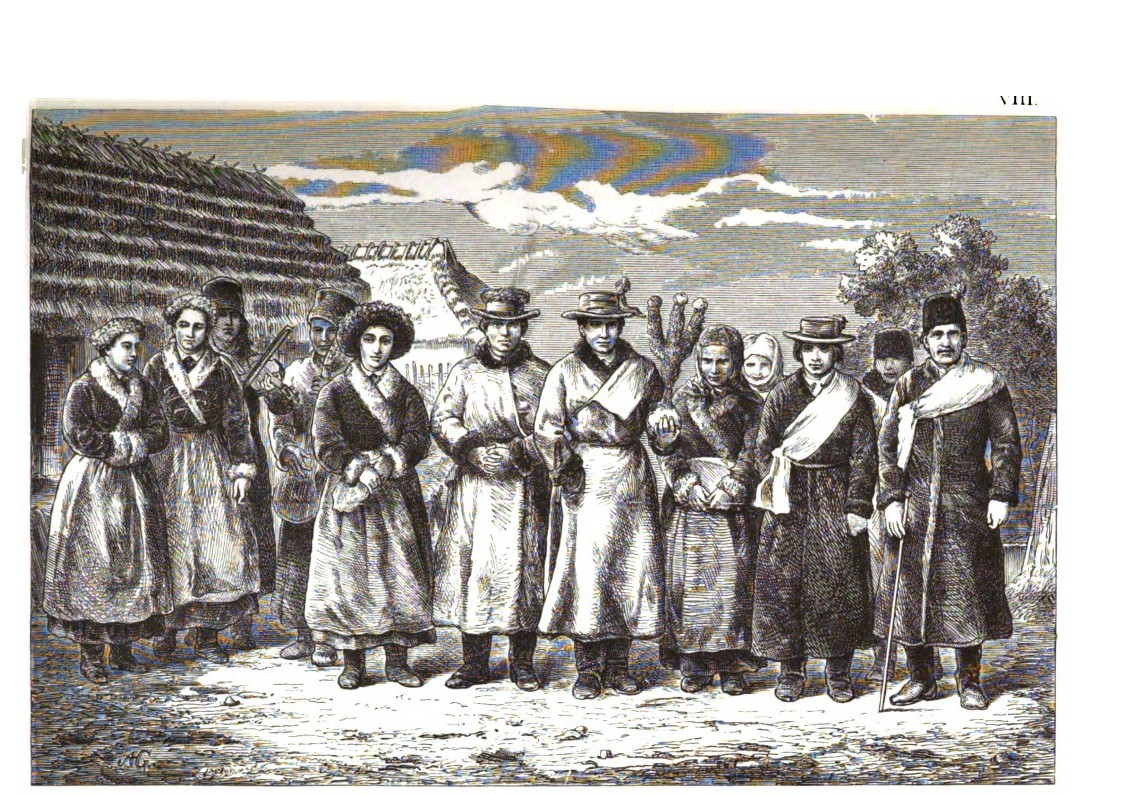
Весілля на Львівщині

Українське народне весільне вбрання зазвичай було схожим на звичайний повсякденний костюм, тільки більш яскравий та святковий, з більшою кількістю прикрас, вишивки тощо. Крім того, весільний одяг містив деякі елементи, нехарактерні для звичайного одягу. Важливою частиною весільного вбрання був головний убір — вже не дівочий, а жіночий.